# 위험한 여인
위험한 여인(A Dangerous Woman)은 미국에서 제작된 스티븐 질렌홀 감독의 1993년 드라마, 멜로/로맨스 영화이다. 데브라 윙거 등이 주연으로 출연하였고 나오미 포너 등이 제작에 참여하였다.

## 출연

### 주연
- 데브라 윙거
- 바바라 허쉬
- 가브리엘 번
- 존 테리

### 조연
- 데이빗 스트라탄
- 매기 질렌할
- 제이크 질렌할
- 마일즈 쉐리던
- 클로이 웹
- 리차드 리엘
- 로리 멧칼프
- 비베카 데이비스
- 폴 둘리

## 제작진
- 원작자: 메리 맥게리 모리스
- 라인프로듀서: 패트리샤 위처
- 미술: 데이비드 브리스빈
- 의상: 수지 드산토